# Жрвањ
Жрвањ је насељено мјесто у општини Љубиње, Република Српска, БиХ. Према попису становништва из 1991. у насељу је живјело 99 становника.

## Географија
Налази се на 900-1.100 метара надморске висине, површине 26,78 км2 , удаљено око l6 км од општинског центра. Разбијеног је типа. Дијели се на Доњи и Горњи Жрвањ, а засеоци су: Башљевци, Брезова дола, Вртине, Градиште,
Доње село, Крњин камен, Кулина, Марића до, Мелијев до, Радимља и Црквина. Смјештено је на кречњачкој висоравни, коју окружују планине
Видуша, Радимља и Ситница. Ободом села протиче Буков поток. Атар је богат грабовом, јасеновом и буковом шумом. Према предању, село је названо по жрвњу за мљевење житарица. У засеоку Вртине сачувана је богато украшена средњовјековна некропола, са два мрамора (стећка) у облику сандука и крстаче. На локалитету Годи налазе се остаци цркве и некропола са 15 мрамора у облику сандука.
Становништво се углавном бави пољопривредом, посебно сточарством. Стока се напаја из сеоске локве у Вртинама и са извора Славањ у сусједном селу Кртиње. Основна четворогодишња школа отворена је 1937. године. Њен рад прекинут је током Другог свјетског рата, а послије је обновљен. Школа је 1958. прерасла у осмогодишњу, а 1964. добила је нову зграду. Припојена је ОШ "Миленко Мићић" у Љубињу 1973. и радила је до средине осамдесетих година. Отад ђаци похађају наставу у Љубињу. У селу има девет православних гробаља, од којих је седам активно (2019). Најближа црква је у селу Градац. Жрвањ је електрифициран 1975. и 1985. године. Мјештани се снабдијевају водом из чатрња.

## Историја
У Херцеговачком устанку 1875-1878, 44 устаника из Жрвња борила су се у саставу Завођског батаљона, којим је командовао војвода Глигор Милићевић из Звјерине. Солунци су били: Трифко И. и Трифко С. Бајат, Тодор Б. Дабић, Милан Ћ. и Мирко С. Дангубић, Михајло К. Лечић, Гашо А., Јован С. и Марко Ђ. Сикимић и Никола Л. Ћук. Почетком јуна 1941, у планинама Радимља и Ситница формиран је народни збјег, у којем је, испред усташких злочина, уточиште нашло неколико хиљада становника из југоисточног дијела љубињске и дијелова столачке општине. У Другом свјетском рату из Жрвња је погинуло 17 бораца Народноослободилачке војске Југославије и 32 припадника Југословенске војске у отаџбини. Имена погинулих припадника ЈВуО уклесана су на споменику испред Цркве Рођења Пресвете Богородице у Љубињу. На локалитету Студенац, код Буковог потока, подигнут је споменик седморици припадника ЈВуО из Жрвња, које су на том мјесту, 2. фебруара 1945, стријељали припадници НОВЈ. У Одбрамбено-отаџбинском рату 1992-1995. погинула су два борца Војске Републике Српске. Њихова имена уклесана су на спомен-плочи у Цркви Рођења Господа Исуса Христа у Љубињу. Из села је Симо А. Радић, вијећник ЗАВНОБиХ-а.

## Становништво
У дефтеру из 1475/1477. помиње се Жрвањ као зимско пребивалиште доњовлашке скупине Ненковци, чије се средиште налазило у сусједном селу Ивица. Жрвањ је 1879. био општина, у чијем саставу су била села : Брезова Дола, Жрвањ Доњи, Жрвањ Горњи, Крњин Камен и Радимља, а имала је 41 домаћинство и 286 становника (православци); 1895. - 395 становника; 1921. - 487. Село Жрвањ 1948. имало је 384 становника; 1961. - 415; 1991. - 99; 2013. - 16 домаћинстава и 44 становника (Срби).
Породице Бајат, Дангубић, Лечић, Тасовац славе Аранђеловдан; Бокић - Јовањдан; Вујовић, Кисић, Милићевић - Никољдан; Новчић, Радић, Сикимић - Ђурђевдан. У Жрвњу су живјеле и породице: Бојанић, Дабић, Илић, Нинковић, Перовић, Продан, Турнић, Ћук и Чучага, које су се раселиле или су изумрле. Већина данашњих породица доселила се у XIX вијеку. Према предању, преци Бајата дошли су из Дабра. Из сусједних села су Бакићи (село Кртиње) и Сикимићи (Влаховићи). Са требињског подручја дошли су: Вујовићи (село Тодорићи), Радићи (Домашево) и Тасовци
(Требијови), а са билећког: Дангубићи (село Дола), Кисићи, Милићевићи (Звјерина), Новчићи (Врањска). Лечићи су поријеклом из Пиве, а Попаре са Чева (Црна Гора).
| Националност       | 1991. | 1981. | 1971. | 1961. |
| Срби               | 99    | 196   | 365   | 411   |
| Југословени        |       | 1     |       | 4     |
| Словенци           |       |       | 3     |       |
| остали и непознато |       | 2     |       |       |
| Укупно             | 99    | 199   | 368   | 415   |

| Демографија | Демографија | Демографија |
| Година      | Становника  | Становника  |
| ----------- | ----------- | ----------- |
| 1879.       | 286         |             |
| 1895.       | 395         |             |
| 1921.       | 487         |             |
| 1948.       | 384         |             |
| 1953.       | 389         |             |
| 1961.       | 415         |             |
| 1971.       | 368         |             |
| 1981.       | 199         |             |
| 1991.       | 99          |             |
| 2013.       | 44          |             |